# Station Handeloh
Station Handeloh (Bahnhof Handeloh) is een spoorwegstation in de Duitse plaats Handeloh in de deelstaat Nedersaksen. Het station ligt aan de spoorlijn Walsrode - Buchholz.

## Indeling
Het station beschikt over twee zijperrons, welke niet overkapt zijn, maar waar wel een abri is geplaatst. De beide perrons zijn niet onderling met elkaar verbonden, wanneer men naar de andere zijde van het spoor wil, kan men gebruikmaken van de overweg in de Hauptstraße. Daarnaast is er nog een klein stationsgebouw waar een toilet aanwezig is. Tevens is er een fietsenstalling, een aantal parkeerplaatsen en tweetal bushaltes. Eén bushalte bevindt zich aan de stationsplein, aan de straat Bahnhofstraße, de andere bushalte bevindt zich op steenworpafstand aan Hauptstraße.

## Verbindingen
Het station wordt bediend door treinen van erixx. De volgende treinserie doet het station Handeloh aan:
| Serie | Treinsoort           | Route                                                                    | Bijzonderheden |
| ----- | -------------------- | ------------------------------------------------------------------------ | -------------- |
| RB 38 | Regionalbahn (Erixx) | Buchholz (Nordheide) – Handeloh – Soltau (Han) – Walsrode – Hannover Hbf |                |